# Netelia fumosa
Netelia fumosa là một loài tò vò trong họ Ichneumonidae.